# Марк Роге
Марк Роге (фр. Marc Roguet, 29 березня 1933) — французький вершник.
Олімпійський чемпіон 1976 року в командному конкурі.